# Saropogon meghalayensis
Saropogon meghalayensis är en tvåvingeart som beskrevs av Parui 1999. Saropogon meghalayensis ingår i släktet Saropogon och familjen rovflugor.
Artens utbredningsområde är Meghalaya (Indien). Inga underarter finns listade i Catalogue of Life.